# Fâstâci
Fâstâci – wieś w Rumunii, w okręgu Vaslui, w gminie Cozmești. W 2011 roku liczyła 1140 mieszkańców.